# Poa atropurpurea
Poa atropurpurea là một loài cỏ trong họ hòa thảo, thuộc chi poa.